# Armas Taipale
Armas Rudolf Taipale (Hèlsinki, 27 de juliol de 1890 – Turku, 8 de novembre de 1976) va ser un esportista finlandès que va competir a començaments del segle xx. Es dedicà principalment a l'atletisme, però que també va competir en lluita grecoromana i futbol.
Taipale va disputar tres edicions dels Jocs Olímpics durant la seva carrera esportiva. El 1912, a Estocolm, va disputar dues proves del programa d'atletisme, el llançament de disc i el llançament de disc a dues mans, i en ambdues guanyà la medalla d'or.
Vuit anys més tard, després de l'obligat parèntesi de la Primera Guerra Mundial, als Jocs d'Anvers, va disputar dues proves del programa d'atletisme. En el llançament de disc guanyà la medalla de plata, mentre en el de pes fou desè.
El 1924, a París, disputà els seus tercers i darrers Jocs Olímpics, amb una dotzena posició en la prova del llançament de disc.